# Regelsberg
Regelsberg ist ein Gemeindeteil des Marktes Pleinfeld im Landkreis Weißenburg-Gunzenhausen (Mittelfranken, Bayern). Regelsberg liegt in der Gemarkung Ramsberg am Brombachsee.

## Geografie
Die Einöde liegt in einer Waldlichtung auf einer Hochfläche des Weißenberges und besteht aus fünf Wohnhäusern, einem Bauernhof und drei Ferienhäusern. Rund 500 Meter nördlich erstreckt sich das bewaldete Ufer des Großen Brombachsees. Die nächsten Ortschaften sind östlich Ramsberg etwa ein Kilometer östlich und Veitserlbach im Süden etwa 600 Meter entfernt.

## Geschichte
Bis zur Gemeindegebietsreform gehörte der Ort zur Gemeinde Thannhausen im ehemaligen Landkreis Gunzenhausen. Am 1. Mai 1978 wurde er nach Pleinfeld eingegliedert.

## Bau- und Bodendenkmäler
Westlich von Regelsberg befindet sich ein vermutlich hochmittelalterlicher Burgstall. Baudenkmäler im Ort sind ein eingeschossiges Wohnstallhaus eines Vierseithofes aus Sandstein mit Steildach aus dem Jahre 1856 und ein eingeschossiges Wohnstallhaus mit Satteldach und Fachwerkgiebel aus dem 17. oder 18. Jahrhundert mit massiver Scheune aus dem 19. Jahrhundert als Nebengebäude.